# Yarmak
Yarmak, pseudonimo di Oleksandr Valentynovyč Jarmak (in ucraino Олександр Валентинович Ярмак?; Boryspil', 24 ottobre 1991), è un cantante e rapper ucraino.

## Biografia
Nell'estate del 2011 ha iniziato a pubblicare i suoi brani su VK e successivamente su YouTube. Nel dicembre dello stesso ha pubblicato il suo primo video musicale che ha avuto più di 50.000 visualizzazioni in una notte e un milione in due settimane. Durante il 2012 Yarmak ha presentato diversi video musicali di maggior successo e un album completo. Nel 2013, il musicista ha sostenuto le proteste in difesa dei diritti di Pavlichenko e ha scritto la canzone Freedom to honest su questo argomento. Oleksandr ha anche prestato molta attenzione alle esibizioni dal vivo, visitando numerose città dell'Ucraina.
Nel 2013, il video musicale della canzone Serdze pazana è diventato il leader delle visualizzazioni tra tutti gli artisti di lingua russa su YouTube, inoltre, il portale New Rap ha nominato il video musicale come Video dell'anno. Il secondo album dell'artista è stato presentato lo stesso anno. Il 26 ottobre 2013 il canale televisivo NLO ha lanciato la commedia di 24 episodi Yak hartuvavsya Style, che mostra la vita e lo sviluppo di Oleksandr Yarmak. Il 24 ottobre 2014 è stata rilasciata la seconda stagione della serie.
Yarmak ha preso parte agli eventi dell'Euromaidan e agli scontri in via Hrushevsky. Nel febbraio 2014, insieme a MC TOF (Andriy Tofetsky), ha pubblicato il video musicale 22, che combinava con successo testi patriottici e hip-hop. Per questo video Yarmak ha raccolto video documentari dagli eventi di Euromaidan e li ha montati. La canzone ha guadagnato popolarità ed è diventata ampiamente conosciuta. Il 21 marzo 2015 viene presentato sui social network il terzo album in studio Made in UA.
Il 7 aprile 2017 ha pubblicato il suo quarto album Restart, che comprendeva 16 canzoni. In particolare, la prima canzone ucraina chiamata Tvoi sny. L'11 novembre 2017 Yarmak ha celebrato i suoi cinque anni di attività, realizzando il primo grande spettacolo in una delle più grandi arene per concerti di Kiev, STEREOPLAZA. Il 6 dicembre 2018, Giornata delle forze armate ucraine, Yarmak e la cantante ucraina Tarabarova hanno pubblicato la canzone VOIN, dedicata all'esercito ucraino.
Il 22 agosto 2021 ha pubblicato un video per la canzone Potriben zhyvym, dedicata alle leggende viventi dell'Ucraina. Con Serhij Žadan, Yevheniy Yanovych, Denys Bihus, Oleksandr Polozhynskyi, Oleh Mykhailyuta (Fahot), Oleksandr Sydorenko (Fozzy), Svitlana Tarabarova, Valerii Markus, Vitaliy Deineha, Maksym Yermokhin, Zhan Beleniuk e Denys Berinchyk. Durante l'invasione russa dell'Ucraina del 2022, Yarmak si è unito alle Forze di difesa territoriale, parte delle Forze armate dell'Ucraina.

## Discografia
- 2012 – YaSJutuba
- 2013 – Vtoroj al'bom
- 2014 – Horod Svobody
- 2015 – Made in UA
- 2017 – Restart
- 2020 – Red Line